# Zoo de Philadelphie

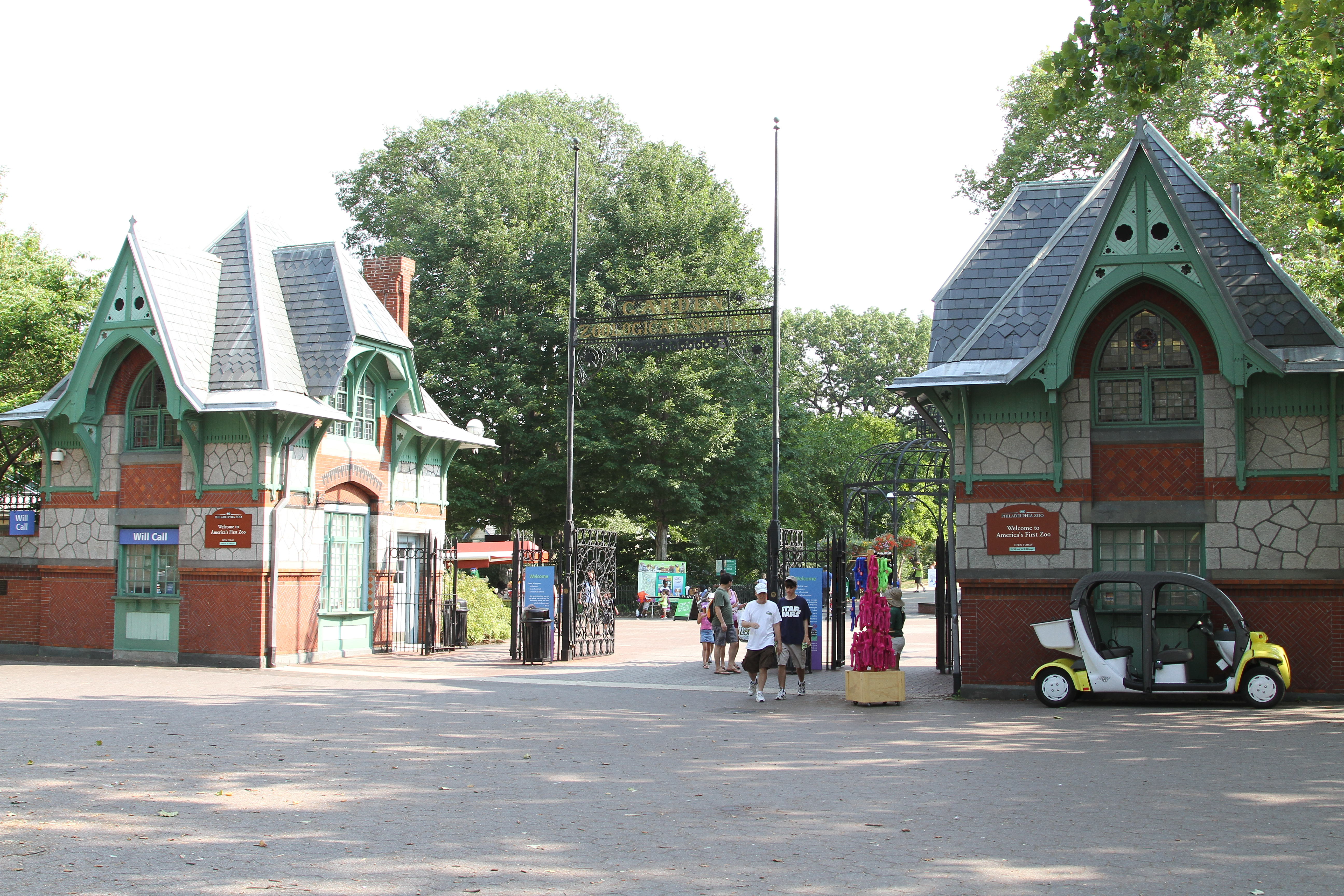
Entrée du zoo de Philadelphie.

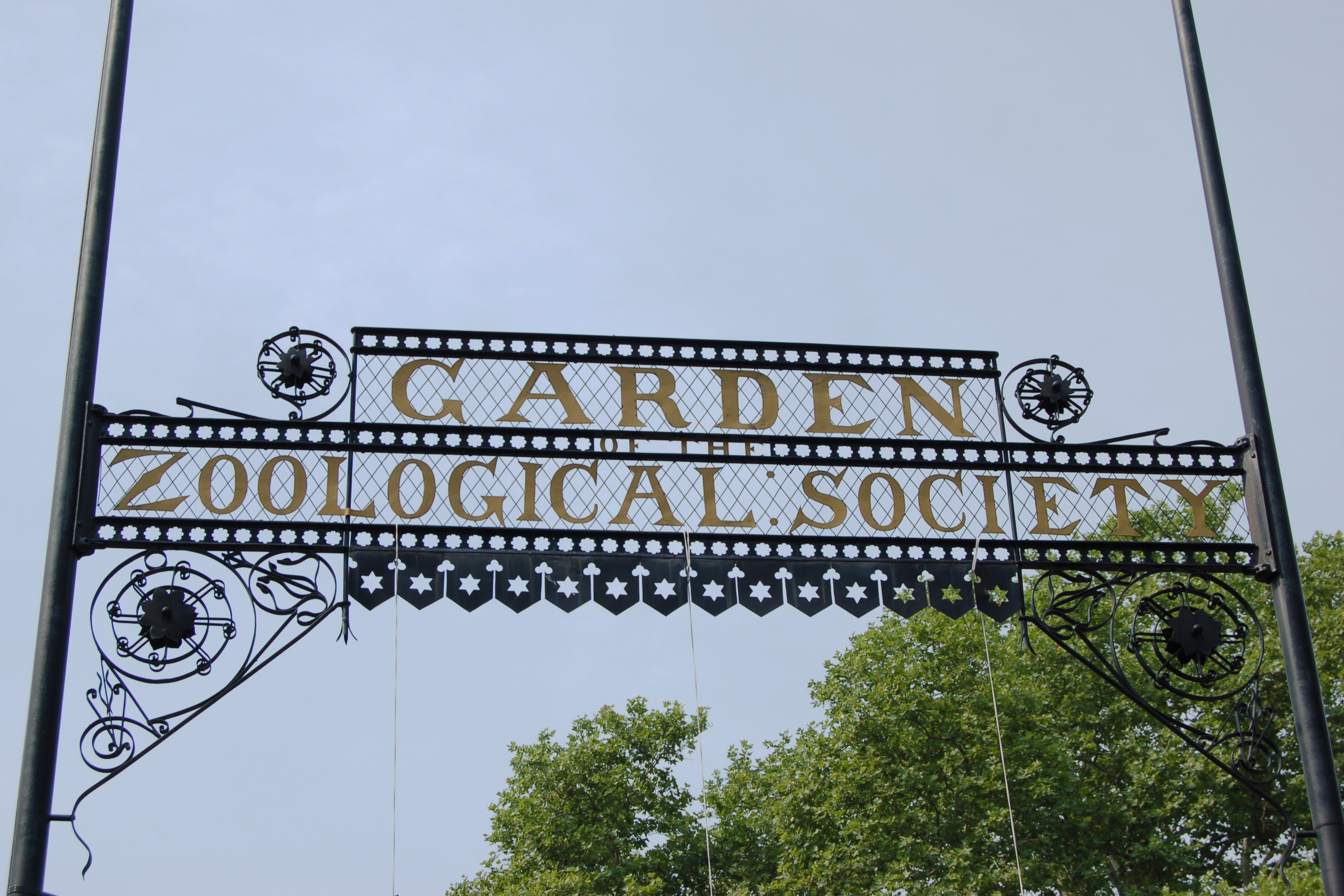
Détail de l'entrée.

Le Zoo de Philadelphie est un parc zoologique américain situé en Pennsylvanie, à Philadelphie, sur la rive ouest de la rivière Schuylkill. Inauguré en 1859, mais ouvert au public le 1er juillet 1874, un délai dû à la Guerre de Sécession qui éclate alors, il est le premier zoo créé aux États-Unis. 
Le zoo couvre une surface de 17 ha et présente environ 1 300 animaux, dont plusieurs appartenant à des espèces menacées d'extinction.

## Historique
Lors de son ouverture, il présente 1 000 animaux pour un prix d'entrée de 25 cents.

## Dans la fiction
La majorité des scènes du film Split (2017) sont tournées au zoo de Philadelphie. Certaines y sont tournées[pas clair].